# Diodotos II
Diodotos II – drugi król greko-baktryjski, panujący ok. 238–230 p.n.e. (a wcześniej najprawdopodobniej przez pewien czas koregent ojca).
Syn pierwszego króla Greków Baktryjskich, Diodotosa I. Według Justynusa miał zawrzeć pokój z Arsakesem, królem Partów, co pozwoliło obu nowo powstałym państwom skupić się na utrzymaniu swojej niezależności od Seleucydów. Według Polibiusza około roku 230 p.n.e. został obalony przez bunt Eutydemosa, Greka pochodzącego z Magnezji, który prawdopodobnie zajmował wcześniej stanowisko satrapy Sogdiany (Strabon podaje daty pomiędzy 223 a 221 p.n.e., jednak obecnie za bardziej wiarygodną uznaje się chronologię Polibiusza).